# Campeonato Europeo de Baloncesto Masculino de 1949
La edición VI del Campeonato Europeo de Baloncesto se celebró en Egipto del 15 de mayo al 22 de mayo de 1949 en la ciudad de El Cairo. El torneo contó con la participación de 7 selecciones nacionales.
La medalla de oro fue para la selección de Egipto, la medalla de plata para Francia y la medalla de bronce para la selección de Grecia. El campeón se clasificó directamente para el Campeonato del Mundo a disputarse en 1950 en Buenos Aires, Argentina.

## Torneo
Los 7 equipos participantes se encuadraron en un único grupo.
| Equipo       | J | G | P | T+  | T-  | DT   | PTS |
| ------------ | - | - | - | --- | --- | ---- | --- |
| Egipto       | 6 | 6 | 0 | 346 | 216 | +130 | 12  |
| Francia      | 6 | 5 | 1 | 281 | 199 | +82  | 11  |
| Grecia       | 6 | 4 | 2 | 269 | 241 | +28  | 10  |
| Turquía      | 6 | 3 | 3 | 247 | 256 | -9   | 9   |
| Países Bajos | 6 | 2 | 4 | 174 | 255 | -81  | 8   |
| Siria        | 6 | 1 | 5 | 219 | 287 | -68  | 7   |
| Líbano       | 6 | 0 | 6 | 183 | 265 | -82  | 6   |

| Fecha    | Partido      | Partido | Partido      | Resultado |
| -------- | ------------ | ------- | ------------ | --------- |
| 15.05.49 | Grecia       | -       | Países Bajos | 46-28     |
| 16.05.49 | Egipto       | -       | Siria        | 71-44     |
| 16.05.49 | Líbano       | -       | Grecia       | 36-45     |
| 16.05.49 | Francia      | -       | Países Bajos | 58-25     |
| 17.05.49 | Países Bajos | -       | Siria        | 40-37     |
| 17.05.49 | Francia      | -       | Líbano       | 43-26     |
| 17.05.49 | Grecia       | -       | Turquía      | 54-41     |
| 18.05.49 | Francia      | -       | Turquía      | 47-33     |
| 18.05.49 | Líbano       | -       | Siria        | 28-38     |
| 18.05.49 | Países Bajos | -       | Egipto       | 23-54     |
| 19.05.49 | Francia      | -       | Grecia       | 41-36     |
| 19.05.49 | Líbano       | -       | Egipto       | 30-57     |
| 19.05.49 | Siria        | -       | Turquía      | 33-43     |
| 20.05.49 | Líbano       | -       | Países Bajos | 22-34     |
| 20.05.49 | Turquía      | -       | Egipto       | 44-57     |
| 20.05.49 | Siria        | -       | Grecia       | 45-49     |
| 21.05.49 | Turquía      | -       | Países Bajos | 38-24     |
| 21.05.49 | Egipto       | -       | Grecia       | 50-39     |
| 21.05.49 | Francia      | -       | Siria        | 56-22     |
| 22.05.49 | Turquía      | -       | Líbano       | 48-41     |
| 22.05.49 | Francia      | -       | Egipto       | 36-57     |

## Medallero
|        |         |        |
| Egipto | Francia | Grecia |

## Clasificación final
| 1. - Egipto       |
| 2. - Francia      |
| 3. - Grecia       |
| 4. - Turquía      |
| 5. - Países Bajos |
| 6. - Siria        |
| 7. - Líbano       |

## Trofeos individuales

### Mejor jugadorMVP
- Mehmet Öztürk

## Plantilla de los 4 primeros clasificados
1.Egipto: Youssef Mohammed Abbas, Youssef Kamal Abouaouf, Fouad Abdelmeguid el-Kheir, Gabriel Armand "Gaby" Catafago, Nessim Salah el-Dine, Abdelrahman Hafez Ismail, Hussein Kamel Montasser, Mohammed Ali el-Rashidi, Wahid Chafik Saleh, Mohammed Mahmud Soliman, Albert Fahmy Tadros, Medhat Mohammed Youssef (Entrenador: Carmine "Nello" Paratore)
2.Francia: André Buffière, Robert Busnel, René Chocat, Jacques Dessemme, Maurice Desaymonnet, Louis Devoti, Jacques Favory, Fernand Guillou, Jean Perniceni, Jean-Pierre Salignon, Jean Swidzinski, André Vacheresse, Jacques Freimuller, Marc Quiblier (Entrenador: Robert Busnel)
3.Grecia: Alekos Apostolidis, Stelios Arvanitis, Nikos Bournelos, Thanasis Kostopoulos, Giannis Lambrou, Fedon Mattheou, Nikos Nomikos, Missas Pantazopoulos, Nikos Skylakakis, Alekos Spanoudakis, Takis Taliadoros, Sokratis Apostolidis (Entrenador: Georgios Karatzopoulos)
4.Turquía: Huseyin Ozturk, Samim Gorec, Avram Barokas, Vitali Benazus, Hasim Tankut, Ali Uras, Mehmet Ali Yalım, Tevfik Tankut, Sacit Selduz, Erdogan Partener, Ayduk Koray, Candas Tekeli